# Villa Alibert

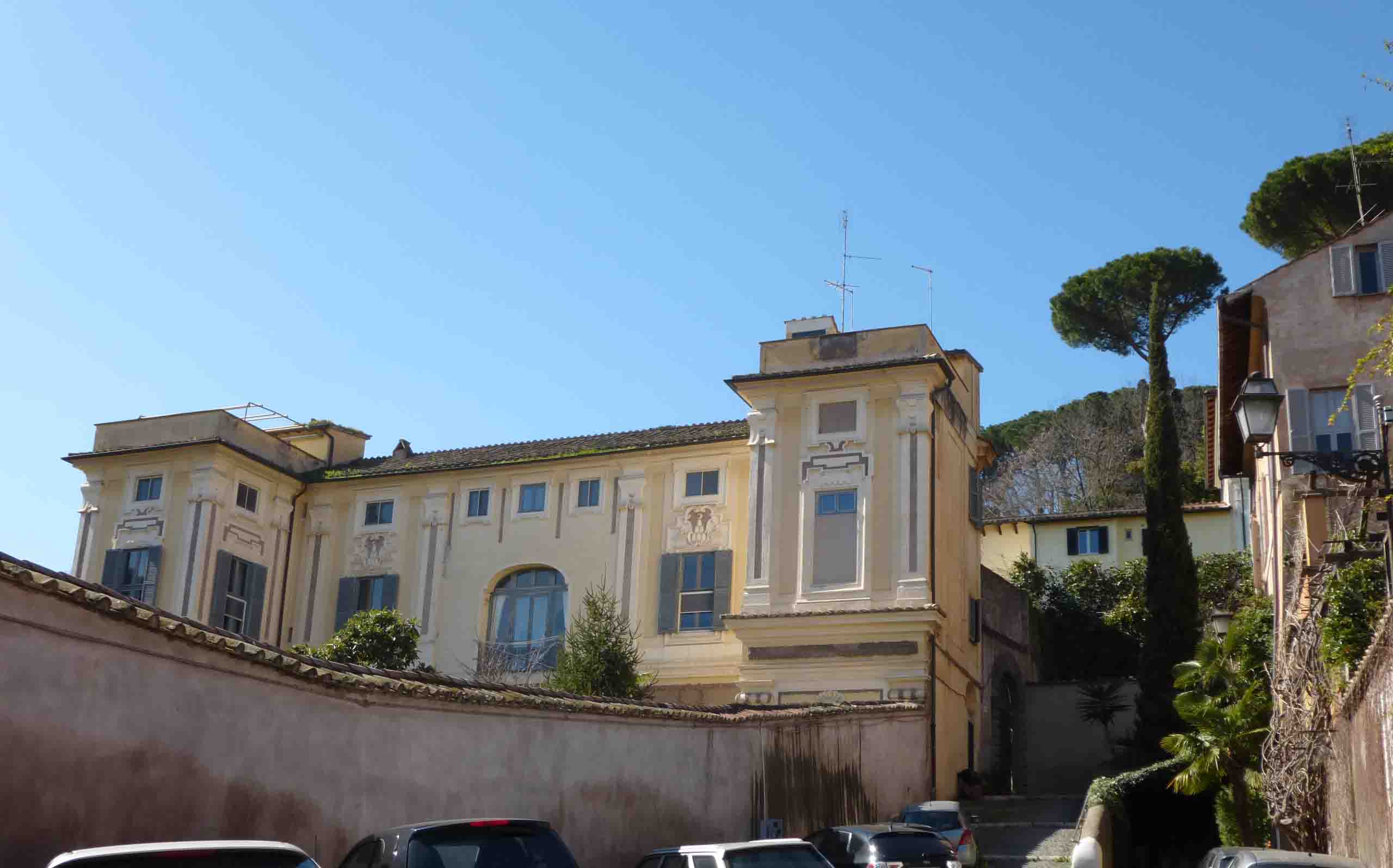
Vista do palácio a partir da Via degli Orti d'Alibert.

Villa Alibert, conhecida também como Orti d'Alibert, é uma elegante villa barroca do século XVII localizada na moderna Via degli Orti d'Alibert, no rione Trastevere. Há também um acesso pela Via delle Mantellate.

## História
A estrutura original do chamado Palazzo d'Alibert era uma residência com jardim pertencente a Maria Vittoria Cenci e que ela levou como dote quando, em 1663, ela se casou com o conde Giacomo d'Alibert (1626-1713), secretário da embaixada da rainha Cristina da Suécia. O palácio, além de embaixada, serviu também para a realização daquilo que mais apaixonava o conde, o teatro. Entre suas realizações, com o apoio da rainha, estava a construção do primeiro teatro musical aberto ao público em Roma, o Teatro di Tordinona (seu filho construiu outro, em 1713, perto da Piazza di Spagna). A casa com jardim foi, por conta disto, reestruturada e parcialmente modificada para atingir a forma atual pelo conde d'Alibert, que também determinou a construção de uma elegante casina com um pequeno jardim e muito luxuosa. No grande mapa de Falda (1676), o palacete aparece, mas sem nome, e o jardim é representado isoladamente. No mapa de Nolli (1748), por outro lado, a planimetria é bem fiel. O muro na Via degli Orti d'Alibert seguia por um eixo principal no sentido do comprimento, paralelo à estrada e dividido em oito setores.
Contudo, o arquiteto da villa é desconhecido. Com dois pisos e um mezzanino, o palacete, por causa da pouca profundidade e das restrições do terreno, acaba servindo como pano de fundo para o jardim, pois o espaço é suficiente para apenas uma fileira de quartos.
A fachada tem uma planta em "C", com um corpo central de fundo e duas alas laterais ligeiramente avançadas, é caracterizada pela presença, muito original, de espelhos rústicos com estruturas calcárias e reboco. No centro, entre dois modestos portais de entrada, está uma graciosa fonte-ninfeu, inserida no interior de uma grande janela em arco, com rochas rústicas e vegetação, originalmente com água. O fascínio deste ninfeu aumento muito depois dos eventos dramáticos dos quais ele foi testemunha durante a Segunda Guerra Mundial e recuperados graças a um grupo de espeleólogos do Centro Ricerche Sotterranei di Roma.
Uma grade numa abertura no revestimento rochoso da fonte-ninfeu serve de entrada para o encantamento de água que no passado alimentava a fonte (ligado ao aqueduto Água Paula) e que foi transformado em um túnel que permitia chegar até o Janículo, na região da Villa Lante. Esta passagem secreta foi muito utilizada na época da guerra para abrigar fugitivos dos nazistas, como aconteceu em 16 de outubro de 1943, quando a SS, depois de realizar uma ação de recolhimento no Gueto de Roma, reuniu milhares de judeus no vizinho Palazzo Salviati alla Lungara. Alguns conseguiram escapar dos alemães e se salvaram graças ao túnel. Finalmente, de frente para villa se abre uma praça que é separada do jardim por um platô plano, possivelmente um palco para apresentações teatrais, a grande paixão do conde d'Alibert. Entre esse palco e o jardim está uma esplêndida fonte curvilínea.